# 155-я отдельная гвардейская бригада морской пехоты
155-я отдельная гвардейская Курская орденов Жукова и Суворова бригада морской пехоты имени дважды Героя Российской Федерации генерал-майора М. Е. Гудкова (155 обрмп, в/ч 30926) — тактическое соединение морской пехоты Тихоокеанского флота Российской Федерации.
Дислоцируется в городе Владивосток и в посёлке Славянка Приморского края.

## История
155-я отдельная бригада морской пехоты создана 1 декабря 2009 года путём переформирования 55-й дивизии морской пехоты Тихоокеанского флота, которая, в свою очередь, создана в 1968 году.
55-я дивизия морской пехоты создана из-за эскалации напряжённости в отношениях с КНР. За период 1968—1995 гг. морские пехотинцы 55-й дивизии несли боевую службу в зоне Тихого и Индийского океанов: оказывали содействие вооружённым силам НДР Йемен, проводили совместные учения с вооружёнными силами Эфиопии и Вьетнама, посещали Ирак, Иран, Индию, Мальдивские и Сейшельские острова и другие страны.
После распада СССР дивизия выполняла боевые задачи в Чеченской Республике в ходе Первой чеченской войны. Первоначально был отправлен 165-й полк морской пехоты, затем, апреле — июне 1995 г. также находился сводный 106-й полк морской пехоты, действовавший в предгорьях и горных районах Чечни. За отвагу и мужество более 2400 военнослужащих награждены орденами и медалям, в боях погибло 63 пехотинца, а пятеро из них посмертно удостоены звания Герой Российской Федерации.
В ходе военной операции России в Сирии 155-я бригада оказывала поддержку и прикрытие авиационной группе ВКС в составе Постоянного оперативного соединения ВМФ России.

### Вторжение России на Украину
В 2022 году бригада принимает участие во вторжении России на Украину. По оценкам, на начало вторжения численность бригады составляла три тысячи человек.
В начале марта при попытке наступления на Мощун морская пехота РФ потеряла по меньшей мере 21 военнослужащих, большая часть — из 155-й бригады.
27 марта 2022 года украинская разведка опубликовала список предполагаемых военных преступников из бригады — утверждается, что трое военнослужащих бригады «непосредственно причастны к убийствам» мирных граждан в Буче, Ирпене и Гостомеле Киевской области.
28 марта указом президента России за «массовый героизм и отвагу, стойкость и мужество, проявленные личным составом бригады в боевых действиях по защите Отечества и государственных интересов в условиях вооружённых конфликтов» бригаде присвоено почётное наименование «гвардейская».
На декабрь 2023 года, бригада потеряла как минимум 234 человека погибшими, общие потери, а потери с учетом тяжелораненых, погибших и пропавших без вести, более 1450 человек.

#### Бои за Угледар и Павловку
В начале ноября 2022 появились сообщения о катастрофических потерях бригады в ходе наступления на Павловку Донецкой области. По сообщениям российских военных корреспондентов, в начале ноября в ходе атак на Павловку бригада потеряла 63 человека. В последующие дни военкоры и СМИ сообщили, что за 4 дня наступления под Павловкой Донецкой области бригада могла потерять около 50 % техники и более 300 человек убитыми, ранеными и пропавшими без вести. Украинские журналисты публикуют видео с дрона, на котором якобы изображены погибшие в ходе атаки солдаты РФ. В потерях в ходе «непонятного» наступления выжившие военнослужащие обвинили нового командующего Восточным военным округом генерала Мурадова. МО РФ заявило, что бригада более десяти суток ведет «эффективные наступательные действия».
В начале февраля 2023 года 155-я бригада (вместе с 40-й бригадой), пытаясь наступать на позиции 72-й омexбр ВСУ, снова понесла тяжелые потери в ходе наступления на Угледар. Видеозаписи, зафиксировавшие итог одного боестолкновения, показывают около 30 уничтоженных российских боевых машин: 13 уничтоженных танков и 12 БМП — примерно половину комплектации танкового батальона РФ. Один из военнослужащих бригады рассказал о примерно 500 погибших под Угледаром. Российские военкоры возложили вину за тактические неудачи на высшее командование, в том числе снова на генерала Мурадова. Съемки с мест боевых действий свидетельствуют, что бригада была пополнена плохо подготовленными мобилизованными солдатами, которые действовали непрофессионально. На одном из видео с дрона БМП задавила своих сослуживцев. По заявлением украинских военных, под Угледаром произошло «крупнейшее танковое сражение войны». Во время боёв 72-я бригада удержала город и нанесла обеим российским бригадам очень тяжелые потери, только визуально подтверждённые потери российской бронетехники составили 130 единиц (танков, БМП и БТР).
Бибиси по открытым данным установило 234 погибших бригады. Среди установленных погибших — командир батальона, два заместителя и 5 командиров роты. Треть потерь — мобилизованные. Реальное число погибших может быть около 470, тяжело раненых — 940 человек, потери с учетом погибших, тяжело раненых и пропавших без вести — 1450 человек.
Несмотря на неудачное наступление, 17 февраля Путин присвоил Мурадову звание генерал-полковника.
Указом Президента Российской Федерации Владимира Путина от 17 мая 2023 года бригада была награждена орденом Жукова, а её полное название теперь звучит как 155-я отдельная гвардейская ордена Жукова бригада морской пехоты Тихоокеанского флота.
После серьезных потерь бригаду начали доукомплектовывать заключенными. По оценке Института изучения войны, на май 2023 года бригада уже восемь раз была переформирована.
В феврале — марте 2024 года бригада наступала на село Новомихайловка. На вооружении бригады была замечена бронетехника старых типов, танки Т-54Б, Т-62, бронетранспортёры БТР-50П, МТ-ЛБ с бревнами в качестве защиты от FPV-дронов. 5 марта колонна бригады из 2 Т-54Б и 3 МТ-ЛБ была разгромлена, были потеряны 1 Т-54Б и 2 МТ-ЛБ, остальным машинам удалось отступить.
27 февраля 2024 года в результате удара HIMARS по Еленовке погибли 19 российских солдат из 155-й бригады, в том числе полковник и еще два старших офицера.
По оценке BBC За время боёв за Угледар 155-я и 40-я бригады морской пехоты потеряли по меньшей мере 2100 человек тяжелоранеными, убитыми и пропавшими без вести, или 40 % своей довоенной численности. Минобороны РФ заявляло, что потери морпехов «за данный период не превышают 1 % боевого состава и 7 % ранеными, значительная часть которых уже вернулись в строй».
Всего за время российского вторжения в Украину 155 бригада потеряла убитыми, ранеными и пропавшими без вести, по консервативной оценке (октябрь 2024 года), 2400 человек, или 80 % личного состава.
23 января 2025 года бригада награждена орденом Суворова «за мужество, отвагу и самоотверженность, проявленные личным составом».
21 февраля 2025 года бригаде «за массовый героизм и отвагу, стойкость и мужество, проявленные личным составом бригады в боевых действиях по защите Отечества и государственных интересов в условиях вооружённых конфликтов», Указом Президента Российской Федерации присвоено почётное наименование «Курская».
6 июля 2025 года указом Президента Российской Федерации бригаде было присвоено почётное наименование «имени дважды Героя Российской Федерации генерал-майора М. Е. Гудкова». По сообщениям российских СМИ, Гудков, бывший командир бригады, погиб в результате ракетного удара украинской армии по командному пункту вместе с действующим командиром бригады полковником Сергеем Ильиным.

## Состав
Состав 155-й отдельной бригады морской пехоты на 2019 год:
- управление;
- 59-й отдельный батальон морской пехоты (п. Славянка);
- 47-й отдельный десантно-штурмовой батальон;
- н-й танковый батальон[42];
- 287-й отдельный самоходный артиллерийский дивизион (п. Славянка);
- 288-й зенитный ракетно-артиллерийский дивизион;
- разведывательный батальон
- батальон материального обеспечения;
- реактивная артиллерийская батарея;
- рота связи;
- инженерно-десантная рота;
- рота радиоэлектронной борьбы
- огнемётная рота;
- ремонтная рота;
- рота десантно-высадочных средств;
- батарея ПТУР;
- взвод РХБЗ;
- взвод управления начальника артиллерии;
- комендантский взвод.

## Отличившиеся военнослужащие
- гвардии рядовой Егоров Дмитрий Николаевич † (посмертно) — стрелок стрелкового отделения стрелкового батальона.
- гвардии полковник Ефремов, Сергей Викторович † (посмертно) — командир отряда «Тигр», вице-губернатор Приморского края.
- гвардии капитан Иванов Андрей Андреевич † (посмертно) — командир 1-й десантно-штурмовой роты десантно-штурмового батальона.
- гвардии подполковник Ирхин Сергей Вячеславович — командир десантно-штурмовой роты.
- гвардии младший сержант Кузов, Андрей Валентинович.
- гвардии майор Кузьминчук Сергей Вадимович — командир десантно-штурмового батальона.
- гвардии лейтенант Омельяненко Артём Александрович † (посмертно) — командир штурмового взвода.
- гвардии майор Якубов Ярослав Наильевич — командир группы снайперов.
- гвардии генерал-майор Гудков Михаил Евгеньевич † — командир бригады (до марта 2025 г).

## Обвинения в военных преступлениях
По утверждению Украины, военнослужащие бригады, вероятно, совершили ряд военных преступлений в ходе российско-украинской войны. 12 августа 2024 года бойцы ВСУ неудачно пытались совершить прорыв через российско-украинскую границу на КПП «Колотиловка», расположенный в Белгородской области. После этого появилось видео, на котором боец 155 ОБрМП, указывая на насаженную на кол голову украинского военного, произносит угрозы в адрес ведущих боевые действия на территории Курской области бойцов ВСУ. В тесно связанном с Минобороны Украины OSINT-проекте Deep State считают, что военнослужащий ВСУ был обезглавлен, в то время как состояние головы скорее указывает на то, что она была отделена от тела вследствие взрыва.

## Награды
| Награда        | Дата           | За что награждена |
| -------------- | -------------- | --- |
| Гвардейская    | 28 марта 2022  | «За массовый героизм и отвагу, стойкость и мужество, проявленные личным составом бригады в боевых действиях по защите Отечества и государственных интересов в условиях вооружённых конфликтов». |
| Орден Суворова | 23 января 2025 | «За мужество, отвагу и самоотверженность, проявленные личным составом». |
| Орден Жукова   | 17 мая 2023    | «За заслуги в разработке и проведении крупных военных операций». |

## Галерея
- 155-я бригада в ходе учений «Индра-2017» в Приморье